# Farkas Károly (katolikus pap)
Farkas Károly (Felsőjányok, 1768. november 5. – Csepreg, 1847. július 3.) katolikus pap.

## Élete
A teológiát a pozsonyi papnevelőben hallgatta, mely 1792-ben eltöröltetvén, a szombathelyi papnevelőben fejezte be tanulmányait. 1794. november 12.-én felszenteltetvén, előbb városi káplán volt Szombathelyen, azután ugyanott a papnevelőben tanulmányi felügyelő; átvétetvén a győri egyházmegyébe, egy ideig mint balfi locális káplán működött, ahonnét 1799. szeptember 14.-én a csepregi plébániára mozdíttatott elő, melyről 1845. augusztus 1.-jén mondott le öregsége miatt. Csepregben, a Pap utcában lévő házában lakott egészen haláláig.

## Munkái
- Cultus publicus pro solemni installatione dni Ernesti Joannis Francisci de Paula S. R. I. principis in Schvartzenberg, metrop. Colocensis et Salisburgensis… nec non e. m. Strigoniensis canonici, quum die 14. Martii anno 1819. Viennae consecratus subinde in episcopum Jaurinensem solemni pompa inauguraretur. Sabariae.
- Lessus piis manibus magn. ac spect. dni Antonii Tallián de Vizek, die VII. mensis Dec. anni 1820. denati. Dum solennes ejus exequiae Pestini die 15. Jan. anno 1821. peragerentur, ad perennem memoriam in devoti animi obesquium luxit. Budae.